# Hará

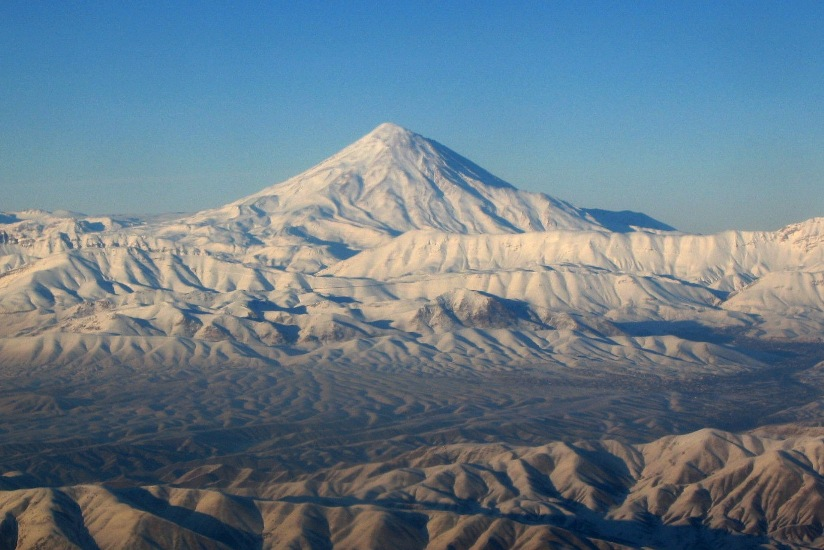
Damávand, nejvyšší hora pohoří Alborz, jež je po Hará pojmenováno

Hará, avestánsky Hará Berezaití, středopersky Harborz, persky Alborz, je mytická hora v zarathušrismu a perské mytologii. Představuje horu uprostřed světa tyčící se mezi hlubinami země a nebesy – axis mundi, ale zároveň je také pohořím které obkružuje svět – podobně jako indická lókálóka. Od této mytické hory získalo své jméno perské pohoří Alborz a kavkazská hora Elbrus, přičemž především Alborz je s Hará často ztotožňován. Ve Firdausího Šáhnáme je však Alborz umísťován do Indie. Odpovídá indické hoře Méru, Sakové z Chotaneského království poté co přijali buddhismus nazývali Méru ttaira haraysä „vrcholem Hará“.
Jméno vychází z avestánského hará „stráž, hlídka, obrana“ a berezaití „vysoký, výšinný“, jež se ozývá v novoperském barz/borz „kopec“ jež časté v íránské toponymii. Další z názvů z hory – Haraití, je buď zkrácenou formou Hará Berezaití nebo znamená „držící stráž“. Mezi indoíránskými názvy hor je výjimečná svým ženským rodem. Vzhledem k rozporu mezi pojetím hory ve středu světa a pohoří obklopujícího svět byla někdy světová hora nazývána Taéra (středopersky Térag), nebo Hukairja (Hukar), a pohoří okolo světa Harborz var „ohrada Hará“. Dalším názvem pro horu je středoperské Čagád Í dáidíg „zákonité shromáždění“ a mezi ním a Harborz var vede most Činvat.
Podle jaštu 19, Zamjád jaštu, byla Haraiti Barez první stvořenou horou. Podle jaštz 5, Abán jaštu, obětoval na březích Hará Haošjangha, první král z dynastie Pišdadovců, bohyni Anáhitě sto hřebců, sto býků a sto jehňat. Podle jaštů 10 a 12 je Hará sídlem Mithry, kde není temnoty, chladu, horka, mlh ani nemocí, podle jaštu 15 je pevností držící pomocí železných svěráků.
O podstatě hor se ve svatých písmech praví, že nejprve rostly hory osmnáct let a Elbors rostl osm set let. Dvě stě let dorůstal ke hvězdám, dvě stě let k měsíci, dvě stě let ke slunci a dvě stě let k věčnému světlu. Ostatní hory vyrostly z Elborsu v počtu 2244...
Bundahišn (XII, 1-2)
Hará rostla po osm set let a své kořeny zapustila kořeny hluboko do země, zatímco její vrchol se dotýká nebes a okolo něj obíhá slunce, měsíc a hvězdy. Leží v centrální části světa zvané Chvanirát, která je obklopená sedmi menšími. Z Hará Berezaiti povstává veškeré světlo i vodstvo – každý den z ní vychází slunce, měsíc a hvězdy. Co se vod týče tak jižním pomezí hory leží jezero Vourukaša napájené řekou Harahvaití, z kterého tečou dvě řeky, jedna na východ a druhé na západ a ohraničují tak lidský svět. Při své cestě kolem země jsou vody těchto řek očištěny a vracejí se zpět na Hará. V jasně se obětuje nebi, zemi, větru a Hará, a na této hoře Baga zasadil haomu a jazata Haoma, obětník bohů, na ní obětuje, především Mithrovi a Sraošovi.